# Danse des Esprits
Pour les articles homonymes, voir Ghost Dance.

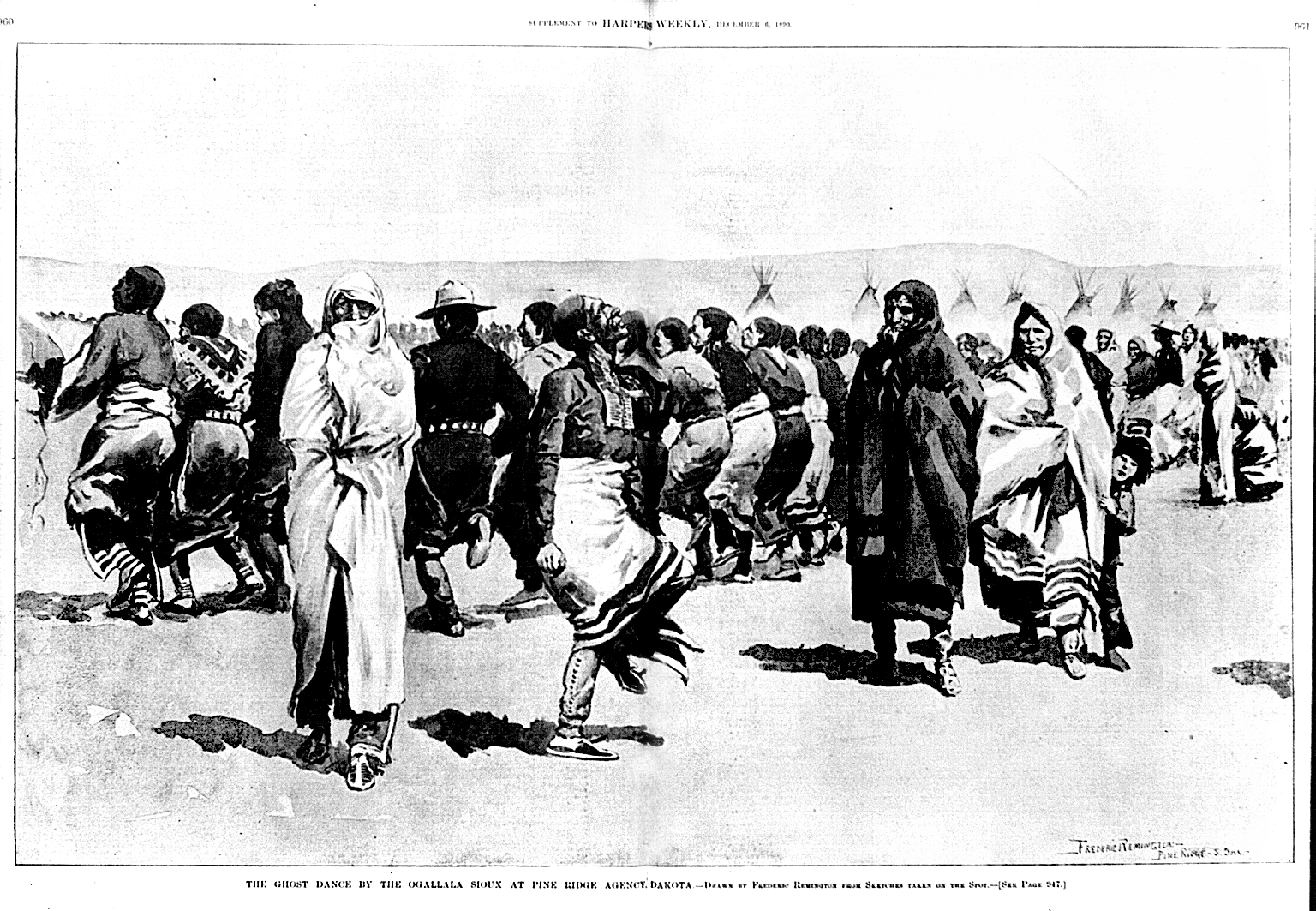
Danse des Esprits exécutée par les Lakotas Ogalalas à Pine Ridge.

La Danse des Esprits (en anglais Ghost Dance) était un mouvement religieux nord-amérindien. Sa pratique la plus connue était une danse menée en cercle.

## Origines du mouvement

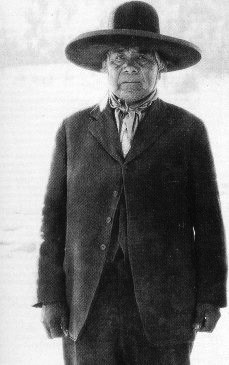
Wovoka.

En 1890, Jack Wilson, un chef religieux autochtone connu sous le nom de Wovoka (« faiseur de pluie »), déclara que pendant l'éclipse totale du soleil du 1er janvier 1889 il lui avait été révélé qu'il serait le messie de son peuple. Il donna sa première danse des esprits quelque temps après cette vision dans le but de contacter de nouveau les esprits par la transe. Le mouvement spirituel qu'il créa fut appelé « danse des esprits » par les Blancs. Il s'agit d'un mélange syncrétique de spiritualisme païute et de christianisme shaker. Les danses avaient pour objectif de favoriser l'arrivée d'un sauveur de la cause amérindienne.
Bien que Wilson ait prêché que des tremblements de terre seraient envoyés pour tuer tous les Blancs, il a également enseigné que jusqu'au jour du Jugement dernier, les Amérindiens devaient vivre en paix et ne pas refuser de travailler pour les Blancs.

## Wounded Knee
Les deux premiers convertis furent les guerriers lakotas de la réserve indienne de Pine Ridge, Kicking Bear et Short Bull. Tous les deux ont reconnu que Wilson avait fait de la lévitation devant eux, mais ils ont interprété ses paroles différemment. Ils ont rejeté la prétention de Wilson d'être le Messie et ont cru que le Messie n'arriverait pas avant 1891. Ils ont aussi refusé le pacifisme de Wilson et estimé que des vêtements spéciaux, les « chemises des esprits » (« ghost shirts ») les protégeraient des balles.
La majorité des Amérindiens de la réserve de Pine Ridge avait sans doute été convertie, mais le chef Sitting Bull n'en faisait pas partie. Cependant, il garantit la liberté religieuse ; les fonctionnaires fédéraux interprétèrent néanmoins cette tolérance comme un appui total et le général Nelson Miles ordonna l'arrestation de Sitting Bull. 43 policiers indiens essayèrent de l'arrêter le 15 décembre 1890 à la Standing Rock Agency. Pour des raisons peu claires, une fusillade s'ensuivit et Sitting Bull fut parmi les douze tués.
Quatre cents danseurs des esprits Hunkpapa Lakota s'enfuirent à la réserve indienne de Cheyenne River des Lakota Minniconjou. La majorité fut convaincue de se rendre, mais 38 continuèrent de résister sur le site du campement de Big Foot, demi-frère de Sitting Bull, qui avait été choisi comme nouveau chef. Miles ordonna aussitôt l'arrestation de Big Foot mais l'armée temporisa, espérant que sa réputation pacifiste empêcherait les hostilités. Quand les Hunkpapa arrivèrent, apeuré par l'arrivée de nombreux soldats en réaction aux danseurs des esprits, le peuple insista pour qu'il accepte une invitation du chef Red Cloud (qui ne faisait pas partie du mouvement de la Danse des esprits) à la Pine Ridge Agency pour l'aider à faire la paix avec les Blancs. 350 Lakota au total essayèrent de rejoindre Pine Ridge.
Les danseurs des esprits avaient déjà été affaiblis par le retrait volontaire de la plupart des Oglala et des Brulé « hostiles » du bastion des danseurs des esprits. Craignant que la destination de Big Foot ne soit le bastion et que sa présence ne rallume la crise, Milles déploya le 6e et le 9e régiment de cavalerie pour bloquer les Minniconjou.
Le clan de Big Foot fut intercepté par le major Samuel Whitside et environ 200 hommes du 7e régiment de cavalerie. Whitside transféra Big Foot vers une ambulance de campagne en raison d'une grave pneumonie et escorta les Lakota à leur camp pour la nuit à Wounded Knee Creek. L'armée fournit aux Lakota des tentes et des rations et détermina qu'il y avait alors 120 hommes et 230 femmes et enfants.
Le matin suivant, les Lakota trouvèrent en face d'eux le reste du régiment, avec son commandant, le colonel James W. Forsyth, arrivé pendant la nuit, ainsi qu'une batterie de mitrailleuses Hotchkiss du 1er régiment d'artillerie. Les armes étaient disposées sur une petite colline surplombant le campement. Forsyth informa son commandant que les Lakota devaient être transférés dans un camp militaire à Omaha dans le Nebraska.

« Ils commencèrent à confisquer les armes aux indiens. Lorsqu'un coup de feu partit accidentellement, les soldats ouvrirent le feu, et en quelques minutes, tuèrent plus de 370 Lakotas. Puis ils poursuivirent les femmes et les enfants, pour les abattre à plusieurs kilomètres du lieu de la confrontation première. »

## Caractéristiques
Avant de danser, les participants devaient se purifier et la consommation d'alcool était prohibée. Les danses s'étalaient sur trois ou quatre jours et on dansait toute la journée sans s'arrêter pour suivre la course du soleil. Elles étaient accompagnées uniquement de chants.
À la fin du XIXe siècle, le Bureau des affaires indiennes interdisait les pratiques religieuses de la danse des esprits. Aujourd'hui, la danse des esprits est un élément du renouveau amérindien aux États-Unis et connaît un certain succès dans les tribus du sud du pays. Elle permet de commémorer le massacre de Wounded Knee.

### En français
- Daniel Dubois et Yves Berger, Les Indiens des Plaines, Paris, éditions du Rocher, 2001.
- Claude Fohlen, Les Indiens d’Amérique du Nord, Paris, PUF, 1995, 3e éd., 127 p. (ISBN 2-13-044214-5).
- Anne Garrait-Bourrier, « Spiritualité et fois amérindiennes : résurgence d’une identité perdue », Cercles, vol. 15,‎ 2006, p. 68-95 (lire en ligne).
- René Thévenin et Paul Coze, Mœurs et histoire des Indiens d’Amérique du Nord, Paris, Payot et Rivages, 2004, 387 p. (ISBN 2-228-89858-9).
- Larry J. Zimmerman (trad. Alain Deschamps), Les Amérindiens, Paris, Albin Michel, 1997.
- Roxanne Dunbar-Ortiz, Contre-histoire des Etats-Unis, Wildproject, coll. « Le Monde Qui Vient », 2018, 323 p. (ISBN 978-2-918490-68-5 et 2-918490-68-7)

### En anglais
- (en) B. Alice Kehoe, The Ghost Dance : Ethnohistory and Revitalization, Thompson Publishing, 1989.
- (en) Dee Brown, Bury My Heart at Wounded Knee : An Indian History of the American West, Owl Books, 1970.
- (en) Cora Du Bois, The 1870 Ghost Dance, Berkeley, University of California Press, 1939.
- (en) Shelley Anne Osterreich, The American Indian Ghost Dance, 1870 and 1890, New York, Greenwood Press, 1991.